# Elżbieta Bolesławówna
Elżbieta (ur. między 1261 a 1263, zm. 28 września 1304 we Wrocławiu) – księżniczka wielkopolska, księżna legnicko-wrocławska z dynastii Piastów.
Najstarsza córka księcia kaliskiego Bolesława Pobożnego i Jolenty Heleny, córki władcy Węgier Beli IV. Żona Henryka V Brzuchatego, księcia legnickiego i wrocławskiego.
O dzieciństwie i wczesnej młodości Elżbiety nie wiemy zgoła nic. Pomiędzy 1277 a 1278 została wydana przez ojca za mąż za księcia legnickiego Henryka Brzuchatego. Wiązało się to z zawarciem w tym okresie przez Bolesława Pobożnego sojuszu z Bolesławem Rogatką skierowanego przeciwko księciu wrocławskiemu Henrykowi IV Probusowi. 
Małżonek Elżbiety samodzielnym księciem legnickim został po śmierci ojca w 1278. W 1290 w wyniku zamachu stanu zorganizowanego przeciwko legalnemu następcy Henrykowi III Głogowczykowi został on dodatkowo księciem wrocławskim. Elżbieta i Henryk byli rodzicami trzech synów (byli to: Bolesław III Rozrzutny, Henryk VI Dobry i Władysław legnicki), oraz pięciu córek (Jadwigi, Eufemii, Anny, Elżbiety i Heleny), z których trzy (z wyjątkiem Jadwigi i Eufemii) wybrały karierę duchowną. 
22 lutego 1296 zmarł małżonek księżnej, Henryk V. Księstwo legnicko-wrocławskie, księżna-wdowa oraz jej dzieci znaleźli się wówczas pod opieką najpierw brata Henryka, Bolka jaworskiego (do 1301), następnie biskupa wrocławskiego Henryka z Wierzbna (w latach 1301–1303), wreszcie króla Czech Wacława II. 
Znaczenie Elżbiety wzrosło zwłaszcza za rządów namiestniczych tego ostatniego, kiedy wraz z najstarszym synem Bolesławem III znalazła się na dworze w Pradze. Doszło tam do małżeństwa Bolesława z córką Wacława II, Małgorzatą. W zamian młody Henrykowic za zgodą matki zrzekł się na korzyść władcy czeskiego praw do ziem należących ongiś do Henryka V, a zagarniętych przez książąt głogowskich.
Szczególną opieką księżnej cieszyły się dominikanki i klaryski wrocławskie (w tym ostatnim klasztorze znalazły się trzy córki Elżbiety).
Piastówna zmarła 28 września 1304 wkrótce po powrocie z Czech do Wrocławia. Została pochowana u boku męża w klasztorze klarysek wrocławskich, który hojnie uposażyła.

## Wywód rodowodowy
| 4. Władysław Odonic ks. wielkopolski i kaliski 1190 – 5 czerwca 1239 |  |                                                      |  |  |                     |
|                                                                      |  | 2. Bolesław Pobożny 1224/7 – 13 lub 14 kwietnia 1279 |  |  |                     |
| 5. Jadwiga zm. 29 grudnia 1249                                       |  |                                                      |  |  |                     |
|                                                                      |  |                                                      |  |  | 1. Elżbieta Kaliska |
| 6. Bela IV król Węgier 1206–1270                                     |  |                                                      |  |  |                     |
|                                                                      |  | 3. Jolenta Helena ok. 1244 – po 1304                 |  |  |                     |
| 7. Maria Laskarina cesarzówna nicejska                               |  |                                                      |  |  |                     |
|                                                                      |  |                                                      |  |  |                     |